# Japonia na Halowych Mistrzostwach Świata w Lekkoatletyce 2010
Reprezentacja Japonii na halowe mistrzostwa świata 2010 liczyła 1 zawodnika.

## Mężczyźni
- Bieg na 60 m
  - Masashi Eriguchi